# Acaropeltis
Acaropeltis — рід грибів. Назва вперше опублікована 1937 року.

## Класифікація
До роду Acaropeltis відносять 1 вид:
- Acaropeltis costaricensis